# Ernst-Abbe-Sportfeld
Das Ernst-Abbe-Sportfeld ist eine Sportanlage in der thüringischen Großstadt Jena. Sie wurde am 24. August 1924 nach zweijähriger Bauzeit eingeweiht und 1939, am 15. Jahrestag der Einweihung, nach dem Physiker und Sozialreformer Ernst Abbe benannt. Das Fußballstadion ist die Heimspielstätte des Fußballvereins FC Carl Zeiss Jena. Der Eigentümer der Anlage ist die Stadt Jena. Sie hatte das Areal 1991 aus dem Besitz der Carl-Zeiss-Stiftung Jena erworben.

## Beschreibung

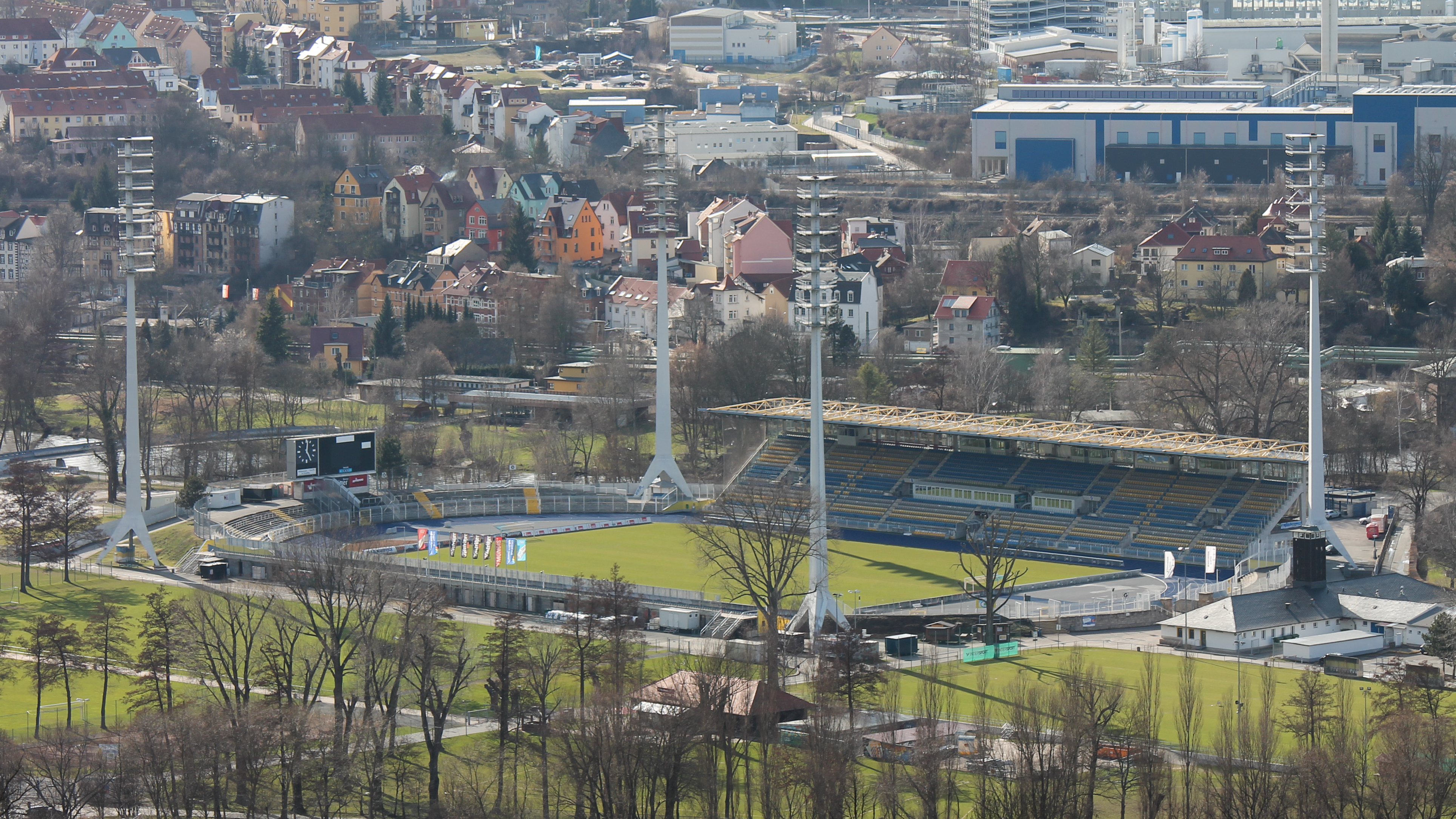
Das Ernst-Abbe-Sportfeld 2013 vor dem Abriss der Flutlichtmasten

Die Sportstätte befindet sich zusammen mit weiteren Fußball-, Faustball- und Hockeyplätzen sowie einer Wurfanlage südlich des Zentrums von Jena, direkt an der Saale. Sie verfügte über eine 1974 erbaute und 1995 generalüberholte Flutlichtanlage mit vier Stahlhohlmasten. Die Masten mussten wegen Baufälligkeit im Juli 2013 demontiert werden. Die 1978 installierte Anzeigetafel war die erste elektronische Anzeigetafel in der DDR. Sie wurde im Frühjahr 2005 durch einen Blitzschlag irreparabel beschädigt und in der Sommerpause 2006 durch eine neue Videotafel ersetzt, die zuvor während der Fußballweltmeisterschaft 2006 auf dem Fanfest in Nürnberg in Betrieb war. Wegen Auflagen der DFL für Stadien der zweiten Bundesliga wurden in der Sommerpause 2007 eine Rasenheizung und eine Videoüberwachungsanlage installiert sowie das Spielfeld leicht auf die vorgeschriebene Dimension von 105 m Länge und 68 m Breite vergrößert.

## Zuschauerkapazität
Das Stadion hatte eine Zuschauerkapazität von über 15.000 Plätzen, davon 9.572 Sitzplätze. 1997 wurde die 420 Zuschauern Platz bietende alte Holztribüne aus dem Jahr 1924 abgerissen und durch eine moderne Tribüne ersetzt, die 4.020 überdachte Sitzplätze bereitstellt. Die Zuschauerkapazität sollte durch den Bau einer neuen Gegentribüne dauerhaft auf über 15.000 Plätze erhöht werden; dazu wurde als Übergangslösung zu Beginn der Saison 2007/08 zunächst eine mobile Stahlrohrtribüne hinter der bestehenden Gegengeraden errichtet. Diese wurde Ende Mai 2009 wieder abgebaut, und das Fassungsvermögen verringerte sich auf 12.630 Zuschauer.
Der Zuschauerrekord datiert aus dem Jahr 1962. Trotz des damals offiziellen Fassungsvermögens von 20.000 Zuschauern fanden im Halbfinale des Europapokals der Pokalsieger zwischen dem SC Motor Jena und dem spanischen Vertreter Atlético Madrid 27.500 Besucher den Weg in das Stadion. Der Nachwenderekord wurde am 19. August 2016 in der 1. Runde des DFB-Pokals gegen den FC Bayern München aufgestellt. Durch die Errichtung von Zusatztribünen fanden 19.000 Zuschauer Platz im Ernst-Abbe-Sportfeld.
Mit dem Neubau des Stadions von 2020 bis 2024 wurde die Zuschauerkapazität erneut auf über 15.000 Plätze gesteigert, davon über 9.000 Stehplätze. Für Gästefans stehen davon knapp 1.600 Plätze bereit.

## Leichtathletik
Das Stadion war regelmäßig Austragungsstätte der DDR-Meisterschaften und der Juniorenmeisterschaften der DDR. Es wird auch weiterhin nach der deutschen Wiedervereinigung für Leichtathletikwettkämpfe genutzt. Die deutschen Jugendmeisterschaften kamen 2004, 2011 und 2015 im Jenaer Stadion zur Austragung.
Der Tscheche Jan Železný erzielte am 25. Mai 1996 im Sportfeld mit 98,48 m den bis heute gültigen Weltrekord im Speerwurf.

## Sonstiges

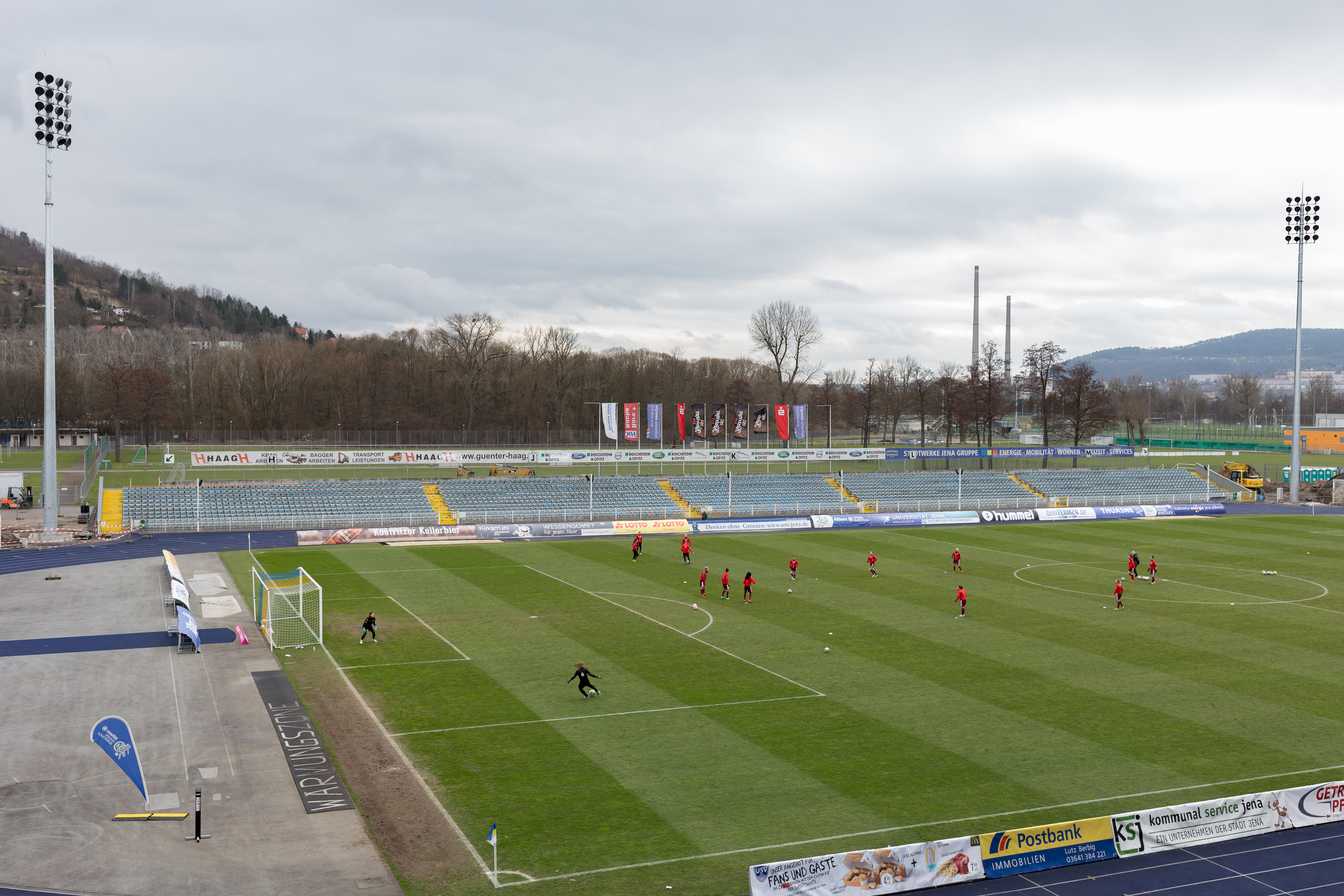
Stadion mit den im Februar 2018 neu aufgestellten Flutlichtmasten

Am 9. November 1976, nach einem Spiel des FC Carl Zeiss vor 16.000 Zuschauern im überfüllten Stadion gegen den 1. FC Kaiserslautern, starb eine 19-Jährige, als ein Pfeiler umknickte. Die Masse der Fans hatte nach Schlusspfiff versucht, ein Tor in Richtung Stadtrodaer Straße nach draußen aufzudrücken und trampelte über die Verunglückte, die den Vorfall nicht überlebte. Um weitere Fälle dieser Art zu vermeiden, wurde der Einlassbereich baulich verändert.
Während des Hochwassers in Mitteleuropa 2013 wurde das Sportfeld komplett überflutet. Am 14. April 1994 stand das Stadion schon einmal komplett unter Wasser. Nach dem Hochwasser ergab eine Korrosions- und Statikprüfung an den vier Flutlichtmasten, dass deren Standfestigkeit wegen Rostschäden nicht mehr gewährleistet sei. Nachdem ein entsprechendes Gutachten am 10. Juli 2013 beim Eigentümer Kommunale Immobilien Jena eingereicht worden war, wurde das Stadion einschließlich seiner nächsten Umgebung bis zum Abbau der Masten mit sofortiger Wirkung gesperrt. Die Flutlichtmasten wurden ab dem 19. Juli 2013 abgerissen, einer der Masten wird jedoch an neuer Stelle im Stadion wiedererrichtet. Diese wurden zwischen 5. September und 12. Oktober 2013 versteigert, der Erlös kam teilweise der Nachwuchsarbeit des FC Carl Zeiss, des FF USV Jena, des LC Jena und dem hochwassergeplagten Sportplatz des SV Jena-Zwätzen zugute.
Aufgrund der Hochwassergefährdung war neben einem (bis zum Sommerhochwasser 2013 favorisierten) Ausbau am jetzigen Standort auch ein Stadionneubau für Jena an anderer Stelle, beispielsweise in Lobeda, in der Diskussion.
Das Stadion ist nach dem Unternehmensgründer der Carl Zeiss AG und Sozialreformer Ernst Abbe benannt.

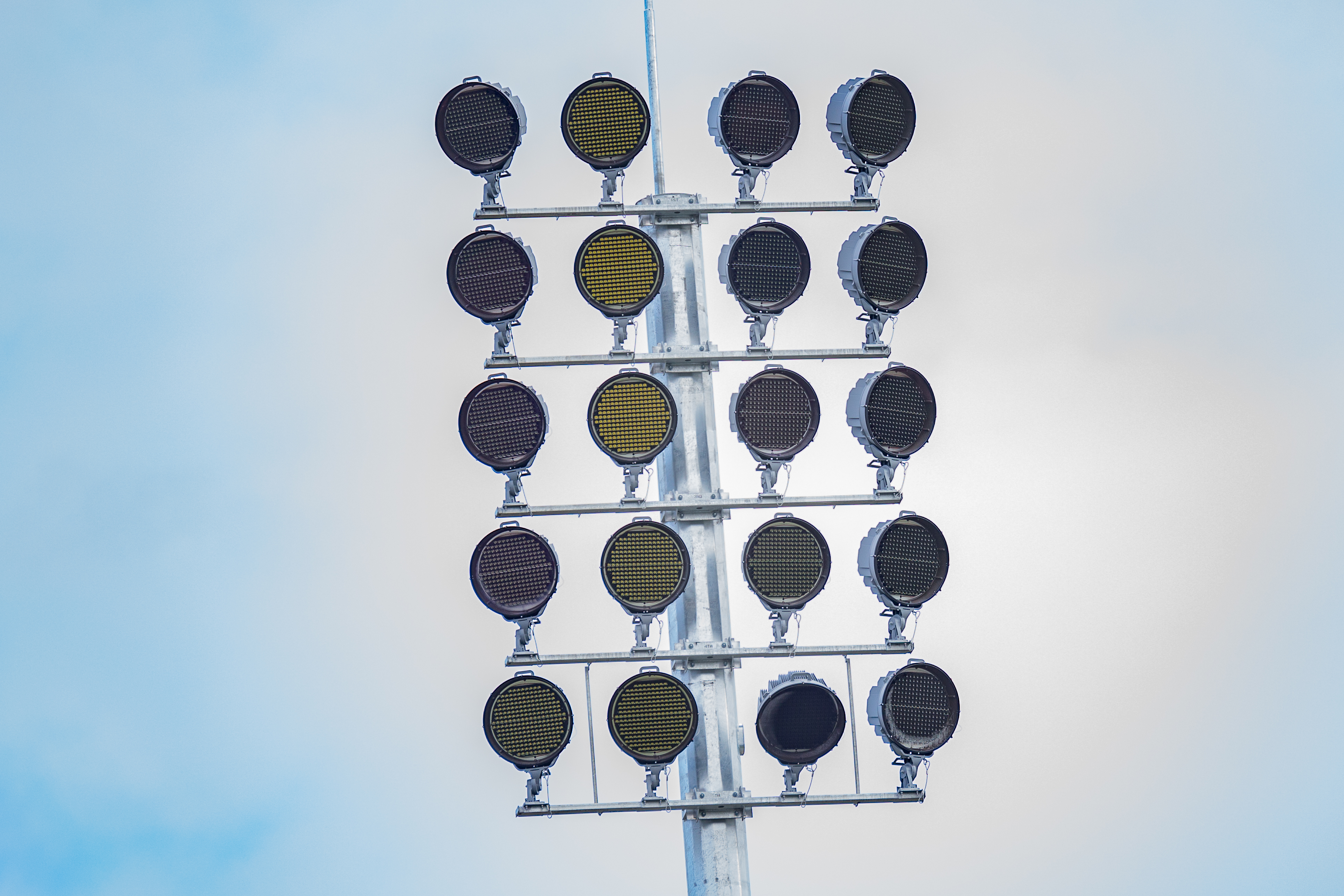
Die Flutlichter wurden als LED-Variante aufgestellt

Mitte Februar 2018 wurde die neue Flutlichtanlage aufgestellt. Die 80 LED-Scheinwerfer leisten 800 Lux Beleuchtungsstärke. Die Errichtung wurde mehrmals verschoben, da die Angebote weit über den von der Stadt erwarteten Kosten von 800.000 Euro lagen. Im August 2017 einigte man sich auf die Summe von 950.000 Euro und die Flutlichter sollten im Dezember 2017 stehen. Dies verzögerte sich durch nicht abgegebene Dokumente.

## ad hoc arena im Ernst-Abbe-Sportfeld
Am 23. September 2015 stimmte der Stadtrat von Jena dem Umbau des Stadions mit 29:5 Stimmen bei zwei Enthaltungen zu. Ursprünglich plante man mit der Ausschreibung im Mai 2016 und Beginn der Arbeiten im Jahr 2017, aber die Änderung des Bebauungsplans führt zu einer Verzögerung. Jenas damaliger Oberbürgermeister Albrecht Schröter (SPD) ging von einem Baustart im Jahr 2018 aus. Die Umwandlung in ein reines Fußballstadion sollte rund 30 Mio. Euro kosten und das Stadion danach 15.500 Plätze (inklusive 500 V.I.P.-Plätzen) bieten. In der Nähe sollte ein Parkhaus entstehen. Den Großteil der Kosten hätten die Kommune (15 Mio. Euro) und das Land Thüringen (11 Mio. Euro) tragen sollen.
Der Umbau stieß auch auf Proteste, da die Südkurve Jena verlegt werden sollte; aktive Fans des FCC sowie auch befreundete aktive Fans des FC Bayern München protestierten hiergegen. Die Südkurve München hatte sich bereits mehrfach durch Spruchbänder pro Südkurve Jena positioniert. Die Aktion lief unter dem Motto Südkurve bleibt.

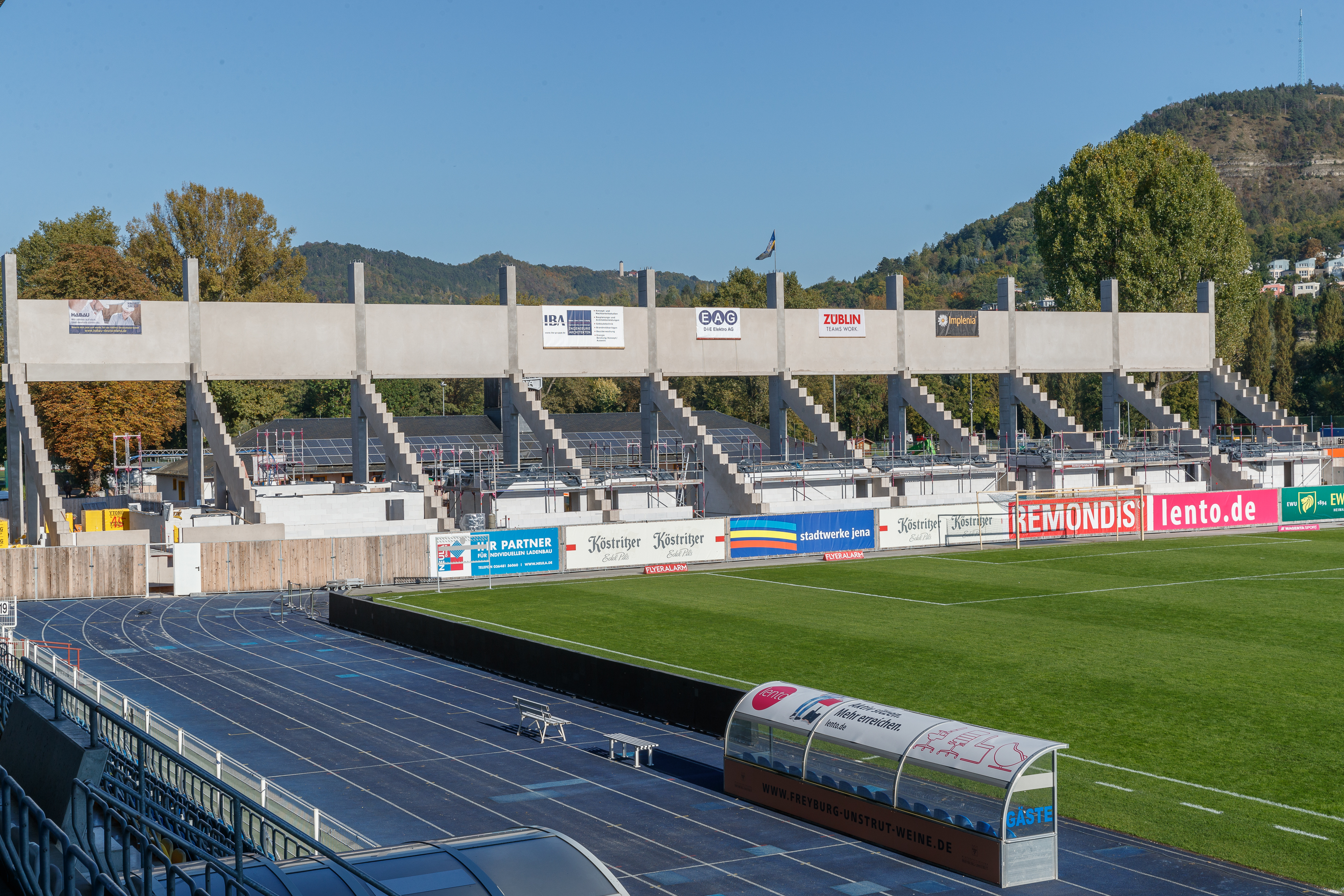
Neubau der Nordtribüne (Oktober 2021)

Anfang Dezember 2019 gaben Roland Duchâtelet, Investor des Vereins, sowie die JenArena Besitz GmbH, Eigentümerin der Halle des Basketballklubs Science City Jena, ihrerseits Pläne für einen Stadionneubau bekannt. Mit einem Investitionsvolumen von gut 49 Millionen Euro sollen der Umbau zu einem reinen Fußballstadion und der Neubau der Süd- und Nordtribüne sowie der Gegengeraden erwirkt werden. Es wurde eine Kapazität von 15.100 Plätzen (darunter 9.200 Sitzplätze) angestrebt, die optional auf bis zu 17.000 erweiterbar sein soll. Während die Stadt Jena vier Millionen Euro zuschießen will, sollen elf Millionen vom Land Thüringen kommen. Ferner gibt die Stadt an, im Falle eines Drittligaverbleibs des FC Carl Zeiss jährlich maximal 1,71 Millionen Euro an Zuschüssen bezahlen zu wollen. Sollte der Verein in der Regionalliga spielen, wäre es nur gut die Hälfte.
Am 30. März 2023 wurde bekannt, dass das Stadion ab Juli des Jahres den Namen „ad hoc Arena im Ernst-Abbe-Sportfeld“ tragen wird. Der Dienstleister für Energie- und Wohnungswirtschaft aus Gera wird für mindestens fünf Jahre Namenssponsor der Anlage. Ad hoc ist seit 2019 Werbepartner des FC Carl Zeiss Jena. Das Unternehmen wird seinen Hauptsitz in die ad hoc Arena verlegen. Nach Fertigstellung wird das Unternehmen die gesamte Fläche des vierten Obergeschosses in der neuen Osttribüne als Mieter nutzen.
Am 30. Juli 2024 wurde der Stadionbau mit einem Spiel des FC Carl Zeiss gegen den italienischen Club Sampdoria Genua mit Trainer Andrea Pirlo eröffnet. Zur Premiere kamen 11.397 Zuschauer und sahen eine knappe 1:2-Niederlage von Jena. Sampdoria ist der bisher letzte Heimspielgegner der Jenaer im Europapokal. Am 26. Oktober 1988 trennte man sich im Hinspiel der 2. Runde im Europapokal der Pokalsieger 1988/89 mit 1:1. Das erste Pflichtspiel konnte Carl Zeiss erfolgreicher bestreiten. Am 4. August 2024 (2. Spieltag der Fußball-Regionalliga Nordost 2024/25) gewann Jena gegen den Aufsteiger Hertha 03 Zehlendorf vor 5.339 Zuschauern mit 6:2. Erik Weinhauer erzielte fünf der sechs Jenaer Tore.
Die ad hoc arena im Ernst-Abbe-Sportfeld (15.329 Punkte) wurde bei der seit 2010 durchgeführten Wahl von stadiumdb.com, vor dem Estadio Santiago Bernabéu (15.081 Punkte), zum „Stadium of the Year 2024“ („Stadion des Jahres 2024“) gekürt.